# Henning Elting
Henning Kjelstrup Elting født Jensen (26. oktober 1925 i Nykøbing Falster - 8. maj 2014) var en dansk fodboldspiller.
Elting var med til at vinde det første DM i fodbold i 1954 til provinsen med Køge Boldklub.

## Klubber
Elting spillede målmand for følgende klubber:
- B.1901 (1943-1945)
- B.1909 (1945-1948)
- Køge (1948-1954)

## Landskampe
Elting spillede:
- fire A-landskampe (1949-1950)
- en B-landskamp (1954)
- tre U21-landskampe (1947-1950)

Alle kampe for Danmark.